# Hidrogenosoma

Abb.1: Model de síntesi d'ATP en hidrogenosomes.
abb.: CoA = Coenzim A

Un hidrogenosoma és un orgànul tancat per una membrana que tenen alguns ciliats anaerobis trichomonas i fongs. Els hidrogenosomes de trichomones produeixen hidrogen molecular, acetat, diòxid de carboni i ATP. Aquest orgànul es creu que ha evolucionat de bacteris anaerobis o archaea, encara que en el cas dels hidrogenosomes dels trichomones la qüestió roman oberta.
El 2010, es va informar del primer Eumetazoa anaerobi amb orgànuls similars als hidrogenosomes.
Els hidrogenosomes van ser primer aïllats, purificats bioquímicament caracteritzats i anomenats a principi de la dècada de 1970 per D. G. Lindmark i M. Müller a la Universitat Rockefeller.

## Descripció
Els hidrogenosomes fan aproximadament un 1 micròmetre de diàmetre però sota condicions d'estrès poden fer fins a 2 micròmetres i es diuen així perquè produeixen hidrogen molecular.
Com els mitocondris, estan envoltats per dobles membranes diferents.